# George Howard Williams
George Howard Williams, född 1 december 1871 i California i Missouri, död 25 november 1963 i Sarasota i Florida, var en amerikansk republikansk politiker och jurist. Han representerade delstaten Missouri i USA:s senat 1925–1926.
Williams utexaminerades 1894 från College of New Jersey (numera Princeton University). Han avlade 1897 juristexamen vid Washington University in St. Louis och inledde därefter sin karriär som advokat i Saint Louis. Han arbetade som domare 1906–1912.
Senator Selden P. Spencer avled 1925 i ämbetet och Williams blev utnämnd till senaten fram till fyllnadsvalet följande år. Han kandiderade i fyllnadsvalet men besegrades av demokraten Harry B. Hawes. Han återgick sedan till arbetet som advokat i Saint Louis.
Williams grav finns på Masonic Cemetery i California, Missouri.